# Ahmad Alaadeen
Ahmad Alaadeen (Kansas City, 24 juli 1934 - aldaar, 15 augustus 2010) was een Amerikaanse jazzsaxofonist en muziekpedagoog.

## Biografie
Alaadeen had onderricht in Kansas City bij Leo H. Davis en al op 14-jarige leeftijd zijn eerste optredens in zijn geboortestad. Hij studeerde daarna aan het Kansas City Conservatory of Music, het Saint Mary's College of California, aan de DePaul University in Chicago en aan de Juilliard School of Music. Hij woonde een tijdlang in New York, Chicago, Denver, St. Louis en San Antonio. Tijdens zijn militaire diensttijd speelde hij in de 4th US Army Band als jazzsaxofonist en als hoboïst in het blazersensemble van de band.
Zijn muziekcarrière begon in 1949. Sindsdien speelde hij met artiesten uit de jazz en de blues, zoals Billie Holiday, Miles Davis, Jay McShann, Ella Fitzgerald, het Count Basie Orchestra en het Duke Ellington Orchestra, Eddie 'Cleanhead' Vinson en met soul-artiesten als Gladys Knight, Smokey Robinson, The Temptations en Sam Cooke. Naast zijn muzikale bezigheid was hij jarenlang actief met de opleiding van muzikanten in zijn geboortestad. In de laatste jaren voor zijn dood werkte Alaadeen in verschillende gebieden als muzikant, componist en muziekuitgever. Daarnaast leidde hij sinds 1995 zijn eigen label ASR Records, waarbij ook zijn eigen opnamen zijn verschenen.

## Onderscheidingen
Ahmad Alaadeen werd meermaals onderscheiden, zo ook in Kansas City met de Jazz Heritage Award, de Missouri Humanities Council's, de Community Heritage Award en de Missouri Arts Award. Bovendien werd hij onderscheiden door de Missouri Arts Council en de Mid-America Arts Alliance met meerdere prijzen voor zijn onderneming Alaadeen Enterprises, Inc. Daarnaast werd hij voor zijn composities met de Billboard Songwriting Competitions onderscheiden. In 2000 werd hij in het Amerikaanse vertegenwoordigershuis geëerd voor zijn verdiensten voor de muziekopvoeding in zijn geboortestad.

## Overlijden
Ahmad Alaadeen overleed in augustus 2010 op 76-jarige leeftijd.

## Discografie
- 1991: Alaadeen and the Deans of Swing: Live Jazz on the Pza (ASR Records)
- 1995: Alaadeen and the Deans of Swing: Plays Blues For RC and Josephine, Too (ASR Records)
- 1997: Time Through the Ages (ASR Records)
- 2005: New Africa Suite (ASR Records)
- 2007: And the Beauty of It All (ASR Records)

- International Standard Name Identifier: 0000 0000 5369 6102
- Library of Congress Control Number: no2004078531
- MusicBrainz: 91c3e661-4a91-47b0-9d32-f088bcd32f91
- Virtual International Authority File: 19394154
- WorldCat: E39PBJwmRbBGwHBDC9cc6jWRrq